# Gnetum camporum
Gnetum camporum (Markgr.) D.W.Stev. & Zanoni – gatunek rośliny z rodziny gniotowatych (Gnetaceae Blume). Występuje naturalnie w Kolumbii, Wenezueli oraz Gujanie. 

## Morfologia
PokrójWiecznie zielone, zdrewniałe liany.
LiścieMają kształt od owalnego do podłużnie owalnego. Mierzą 6 cm długości i 4 cm szerokości. Są skórzaste. Blaszka liściowa jest o niemal sercowatej nasadzie i zaokrąglonym wierzchołku.
NasionaJako roślina nagonasienna nie wykształca owoców. Nasiona mają elipsoidalny kształt i pomarańczową barwę, osiągają 30 mm długości.

## Biologia i ekologia
Rośnie w wiecznie zielonych lasach. Występuje na wysokości od 1300 do 1500 m n.p.m.